# Полиграф
Полигра́ф (от гръцки: πολύ – „много“ и γράφω – „пиша“; познат още като „детектор на лъжата“) е техническо средство, използвано за инструментално психофизиологическо изследване и синхронна регистрация на параметрите на дишане, сърдечно-съдовата дейност, електрическото съпротивление на кожата, а също и на други физиологични параметри с последващо представяне на резултатите от изменението на тези параметри в аналогов или цифров вид, предназначен за оценка на истинността на съобщената от изследвания човек информация
. Главната особеност на полиграфа е да се идентифицират не лъжи, а реакцията на човека на поставените му въпроси.
Съвременният полиграф е устройство, което се свързва към компютър и позволява обработката на входни данни от сензорите прикрепени към човешкото тяло. Измерват се съпротивлението на кожата, пулс, кръвно налягане, честота на дишането и др.
В България резултатите от психофизиологично изследване не могат да се използват като доказателство в съда, както и не могат да бъдат основание за уволнение на служители в случай на кражба или злоупотреба със служебно положение.
Съгласието за изследване с полиграф е в разрез с действащия в РБ НПК  Чл. 121. (1) „Свидетелят не е длъжен да дава показания по въпроси, отговорите на които биха уличили в извършване на престъпление него, неговите възходящи, низходящи, братя, сестри или съпруг или лице, с което той се намира във фактическо съжителство“, както и с правото на обвиняемия да откаже да дава показания.
Исторически има много примери за подобни техники, в древен Китай заподозрения в престъпление изпитвали с ориз, по време на обвинението трябвало да стои с пълна уста с ориз, ако ориза останел сух вследствие на намалено слюноотделяне вследствие страх/стрес се считало че е виновен.